# Jolly Land
Yolanda Magdalena Delisio Puccio, conocida artísticamente como Jolly Land (Rosario (Argentina), 20 de marzo de 1929 - Buenos Aires, 29 de agosto de 2008) fue una exitosa cantante argentina del Club del Clan.

## Biografía
Nació con el nombre de Yolanda Magdalena Delisio Puccio en Rosario (Argentina).
En 1950 (con 21 años de edad) se anotó en un concurso para cantantes, organizado por la emisora de radio LT8 de Rosario. Se casó muy joven, pero al poco tiempo se separó y viajó a Buenos Aires a buscar trabajo.
En Buenos Aires, Yolanda Puccio adoptó el seudónimo de Jolly Land y consiguió trabajo para cantar jazz en algunos espectáculos de prestigiosos locales nocturnos de Buenos Aires (como Maison Doré, Pigalle y Reviens). En 1955 (a los 26 años de edad) se presentó en radio Splendid. En 1956 Blackie la contrató para trabajar en Canal 7, donde trabajó en comedias y en programas musicales dedicados a la juventud.
En 1958 obtuvo su propio programa en ese canal: En lo de Jolly a las 20:00. Grabó sus primeros discos (uno de ellos de jazz, cantado en inglés) en la discográfica Orfeo. En 1960 trabajó en el programa Tropicana. En noviembre de 1960, el empresario ecuatoriano Ricardo Mejía (gerente artístico de RCA Víctor Argentina) la contrató para grabar un disco junto a Violeta Rivas y Mariquita Gallegos (ambas cantantes de RCA Víctor) para el nuevo movimiento musical que él denominó La Nueva Ola.
Mejía quiso cambiarle el seudónimo, pero Jolly Land se negó, ya que ella lo utilizaba desde la década anterior. Los temas elegidos eran «El fantasma de Cristina» y «La nueva ola», que fue la primera canción con el rótulo del nuevo movimiento musical.
Jolly Land se casó con Mejía (que será el padre de sus dos hijos varones). El martes 7 de febrero de 1961, Mejía realizó el primer programa musical televisivo de RCA Víctor, llamado Swing, juventud y fantasía. Los cantantes principales eran Jolly Land, Fernando Borges, Lalo Fransen, Nena y Terry Morán, Los 4 de Lujo y Carlos Alberto. El director musical era Víctor Buchino.
En RCA Jolly Land grabó varios discos simples como: Gastón, Mi corazón pertenece a papito, Bat Masterson y Esos locos días de verano, y el álbum Vos sos un amor (que contenía la canción «Mi corazón pertenece a papito» al estilo jazz).
Trabajó en el famoso teatro Maipo, en el centro de Buenos Aires, en una comedia musical junto a Leonardo Favio y también en teatro de revista.

## El Club del Clan
«¿Te acuerdas del Club del Clan y la sonrisa de Jolly Land?»
Charly García en «Mientras miro las nuevas olas» (banda de rock Serú Girán, 1980)

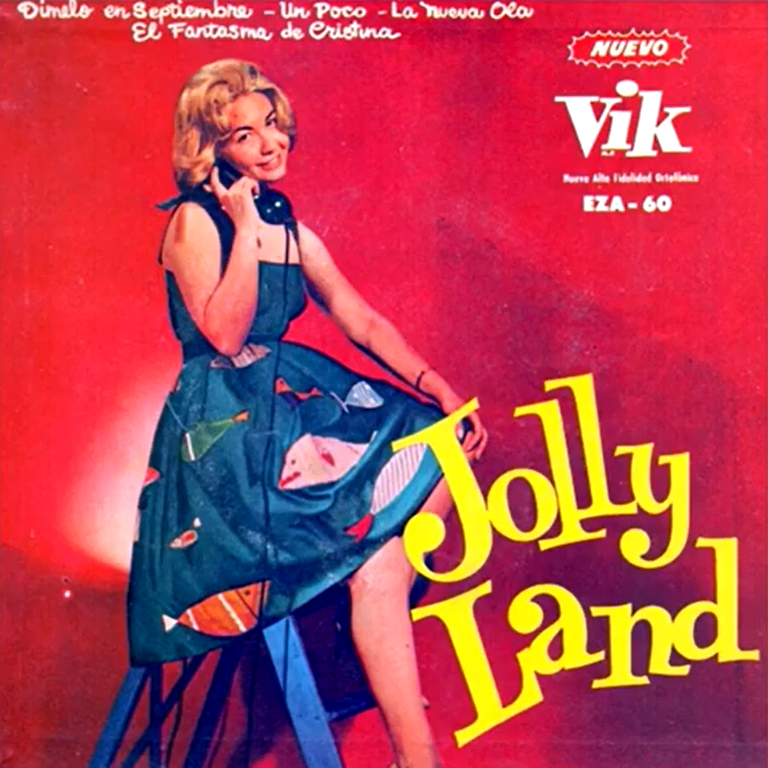
Portada del EP homónimo de Jolly Land, c. 1961.

A fines de 1962, Mejía creó el programa El Club del Clan, que en el año siguiente se convertiría en el movimiento más importante de la música argentina de ese momento. Allí Mejía hizo «surgir» a varios jóvenes cantantes:
- Lalo Fransen
- Nicky Jones
- Raúl Lavié
- Chico Novarro (que formaba el dúo Chico y Largo Novarro).
- Palito Ortega
- Violeta Rivas
- Johnny Tedesco

Jolly Land aportó ideas para que cada integrante tuviera una «personalidad» característica (por ejemplo, Johnny Tedesco era un universitario con coloridos suéteres, Nicky Jones usaba camisas hawaianas llenas de motivos tropicales), también ideó algunos pasos de comedia, y los números con invitados especiales. El éxito duró dos años.
En 1964 el elenco actuó en la película El club del Clan, dirigida por Enrique Carreras. Inmediatamente parte del elenco del Club del Clan fue contratado por el Canal 9. En cambio Jolly Land continuó en el Canal 13, contratando a nuevos cantantes juveniles. Su esposo Ricardo Mejía se independizó de RCA Víctor y creó su propio sello grabador, RM Presenta, donde invirtió mucho dinero, y publicó «revidiscos» (lujosas revistas con disco). Jolly Land seguía siendo la estrella principal, pero la empresa no prosperó, ya que los nuevos cantantes no podían competir con los consagrados cantantes del Clan, que ahora trabajaban para la competencia.
En 1964 Jolly Land protagonizó la comedia musical Un amor en Roma con Leonardo Favio, en el Teatro Florida (en el centro de la ciudad de Buenos Aires). Condujo su propio programa, La cantina de la Guardia Nueva. Participó en algunos capítulos de Carola y Carolina, que hacían las hermanas Mirtha y Silvia Legrand.
A fines de 1965, Ricardo Mejía —con pérdidas económicas irrecuperables que lo llevaron a problemas judiciales— abandonó a Jolly Land (y a sus acreedores) y se radicó definitivamente en Estados Unidos. Jolly Land se retiró de la actividad artística y desapareció de los medios. En 1970 se mudó a Rosario. Solo accedió, cada tanto, a ocasionales programas evocativos.
En los años setenta y ochenta trabajó en la sede rosarina del Ministerio de Bienestar Social.
En 1998 apareció un CD de BMG con una recopilación de sus temas, que incluye el jazzístico «Mi corazón pertenece a papito».
Jolly Land falleció en Buenos Aires el 29 de agosto de 2008, a los 79 años.

## En la cultura
En la cultura popular es recordada en la letra de la canción "Mientras miro las nuevas olas" del grupo Serú Girán

## Televisión
- 1956: En casa de Jolly, a las 20, donde cantaba y conversaba sobre música joven.

## Canciones
- «Alguna de esas cosas»
- «Aquellos locos días de verano».
- «Bat Masterson»
- «Cocinera»
- «Corre Sansón, corre»
- «Cuándo... cuándo... cuándo...»
- «El ladrón»
- «El lunar de María» (a dúo con Daniel Riolobos).
- «Enseñando bossa nova»
- «Gastón»
- «Háblame bajo»
- «It's all right with me»
- «La cafetera y el colador»
- «La canción eres tú»
- «La dama es una cualquiera» (en género jazzístico).
- «La nueva ola» (término que ella impuso).
- «Me he concentrado en ti»
- «Mercí París»
- «Mi corazón pertenece a papito» (en género jazzístico).
- «Mira cómo me balanceo»
- «Pensando en ti»
- «Pera madura»
- «¿Por qué me enamoré de ti?» (a dúo con Fernando Borges).
- «Quizás, quizás, quizás»
- «Renato» (el del estribillo «Renato, Renato, Renato/ por tu retrato me enamoré»).
- «Total para qué»
- «Vida mía».

## Discografía
- ????: "Vos sos mi Amor!..! - RCA VICTOR
- 1998: "El club del clan" - BMG ARIOLA ARGENTINA

## Simples/EPS
- ????: "La canción del Hula-Hula / No hago más que soñar contigo" (Simple) - ORFEO
- 1961: "Vos sos un amor!..." (EP) - RCA VICTOR
- 1962: "Jolly Land" (Simple) - RCA VICTOR
- 1962: "Perrito pequinés" (EP) - RCA VICTOR
- 1963: "Jolly Land" (EP) - RCA VICTOR
- 1964: "Quizás, Quizás, Quizás / El Ladrón" (Simple) - RCA VICTOR